# Real Zaragoza 1981-1982
Questa voce raccoglie le informazioni riguardanti il Real Zaragoza nelle competizioni ufficiali della stagione 1981-1982

## Stagione
La stagione 1981-1982 vide la conferma in panchina di Leo Beenhakker. L'olandese era arrivato a stagione in corso nel campionato precedente.
Il calciomercato estivo fu caratterizzato dall'addio di Víctor Muñoz, in direzione Barcellona, il quale fu sostituito da Juan Señor, proveniente dal Deportivo Alavés.
La squadra aragonese chiuse il campionato all'undicesimo posto. In Coppa del Re, fu eliminata ai quarti di finale dal Rayo Vallecano.
Una delle particolarità di questa stagione fu la trentaduesima giornata di campionato, la quale fu caratterizzata da uno sciopero dei calciatori spagnoli, schierati contro la Federazione calcistica nazionale. Il Real Saragozza fu una delle quattro società della Liga che aderirono allo sciopero, che ebbe luogo l'11 aprile 1982.
La formazione che scese in campo contro il Siviglia vide impiegati solo giovani giocatori della cantera.
La formazione impiegata fu la seguente: Carlos Royo, Tomás Blesa, Valentín Cardoso, Jesús Lorente, Chus Martínez, Víctor José Sáez, Juan Carlos Justes, Óscar Salas, J.Carlos Lacruz, Alfonso Suárez, Mariano Ayneto, José Luis López Hernández.
Il risultato fu di 5-0 per gli andalusi.

## Rosa
| N. |                     | Ruolo | Calciatore                |
| -- | ------------------- | ----- | ------------------------- |
|    | Spagna (bandiera)   | P     | Eugenio Vitaller          |
|    | Spagna (bandiera)   | P     | Sabino Zubeldia           |
|    | Spagna (bandiera)   | P     | Juan Luis Irazusta        |
|    | Spagna (bandiera)   | D     | Cecilio Zunzunegui        |
|    | Spagna (bandiera)   | D     | Pedro Camus               |
|    | Spagna (bandiera)   | D     | José Antonio Casajús      |
|    | Paraguay (bandiera) | D     | Víctor Hugo Díaz Zayas    |
|    | Spagna (bandiera)   | D     | Casuco                    |
|    | Spagna (bandiera)   | D     | Jesús Antonio Salvatierra |
|    | Spagna (bandiera)   | D     | Jesús Alberto Benedé      |
|    | Spagna (bandiera)   | D     | Tomás Ismael Blesa        |
|    | Spagna (bandiera)   | D     | Juan Morgado              |
|    | Spagna (bandiera)   | C     | José Ignacio Oñaederra    |

| N. |                      | Ruolo | Calciatore               |
| -- | -------------------- | ----- | ------------------------ |
|    | Spagna (bandiera)    | C     | José Félix Pérez Aguerri |
|    | Spagna (bandiera)    | C     | Juan Señor               |
|    | Spagna (bandiera)    | C     | Juan Lafita              |
|    | Spagna (bandiera)    | C     | Francisco Güerri         |
|    | Spagna (bandiera)    | C     | Miguel Ángel Belanche    |
|    | Spagna (bandiera)    | A     | Modesto Pérez            |
|    | Spagna (bandiera)    | A     | Pichi Alonso             |
|    | Argentina (bandiera) | A     | Jorge Valdano            |
|    | Paraguay (bandiera)  | A     | Raúl Amarilla            |
|    | Spagna (bandiera)    | A     | Rafael Latapia           |
|    | Spagna (bandiera)    | A     | José María Amorrortu     |
|    | Spagna (bandiera)    | A     | José Ramón Badiola       |